# Verantwoord ouderschap
Verantwoord ouderschap is een term die aangeeft dat ouders hun kinderen voldoende te bieden hebben, zodat de kinderen de kans krijgen om veilig en gezond op te groeien. Verantwoord ouderschap kan wijzen op de financiële en materiële situatie, maar ook op de geestelijke ondersteuning en begeleiding die de ouders het opgroeiende kind kunnen bieden. Door sommigen wordt ook een religieus of spiritueel aspect meegerekend.

## Discussie over verantwoord ouderschap van (verstandelijk) gehandicapten
De term verantwoord ouderschap wordt veel gebruikt in discussies over verstandelijk gehandicapte personen die graag vader of moeder willen worden en/of die seksueel actief zijn. De discussie gaat dan met name om het feit, of deze personen in staat zullen zijn om een verantwoorde ouder te zijn, die zijn of haar kind een veilige en goede opvoeding kan geven. Hierbij moet een afweging gemaakt worden tussen de rechten van de verstandelijk gehandicapte (die mogelijk graag een kind wil) en de rechten van het kind dat eventueel geboren zal worden.
Wanneer men vindt, dat er geen verantwoord ouderschap mogelijk is, is het mogelijk de verstandelijk gehandicapte man of vrouw te beschermen tegen zwangerschap (bijvoorbeeld door een sterilisatie of de prikpil. Deze beslissing moet per persoon opnieuw genomen worden, aangezien iedere situatie en iedere persoon anders is.
In het begin van de twintigste eeuw werden in vele landen verstandelijk gehandicapte personen gedwongen gesteriliseerd. De gedachte hierachter was onder andere dat deze personen ook weer gehandicapte kinderen zouden krijgen, en dat de bevolking beschermd moest worden tegen de voortplanting van deze slechte erfelijke kenmerken (eugenetica). Ook andere mensen die men minder geschikte ouders achtte, ondergingen dit lot. Nog erger werd het tijdens de holocaust, tijdens welke nazi-Duitsland vele bevolkingsgroepen (onder andere Joden, zigeuners, lichamelijk, auditief én verstandelijk gehandicapten) heeft proberen uit te roeien om zo het (verwerpelijke) ideaal van een gezond Germaans/Arisch ras te bereiken. Na de Tweede Wereldoorlog ontstond hierdoor onder andere een discussie over in hoeverre men verstandelijk gehandicapten in hun vrijheid mag beperken door hen nakomelingen te ontzeggen. De ethische discussie over verantwoord ouderschap van verstandelijk gehandicapte personen is met deze voorgeschiedenis dan ook een zeer moeilijke.
Begin eenentwintigste eeuw worden in sommige landen auditief gehandicapten nog ongevraagd gesteriliseerd.
Corrie Tijsseling beargumenteerde in haar proefschrift (bewerkt tot boek) "Anders Doof zijn" dat ouders die bewust hun dove kind toegang tot gebarentaal onthouden zich schuldig maken aan een communicatieve vorm van mishandeling. Dit kreeg veel media-aandacht na de publicatie.

## Gebruik binnen de Katholieke Kerk
De term verantwoord ouderschap wordt binnen de Katholieke Kerk in een wat bredere zin gebruikt, om te omschrijven hoe mannen en vrouwen zich als ouders moeten gedragen. Ook wordt daarmee erkend, dat er soms géén sprake kan zijn van een verantwoord ouderschap, waarbij het toegestaan kan zijn om zwangerschap te proberen te voorkomen.
Volgens encyclieken en geschriften vanuit de Kerk, houdt verantwoord ouderschap onder andere in, dat echtparen zich bewust moeten zijn van hun plichten ten opzichte van zichzelf en elkaar, ten opzichte van God, ten opzichte van hun kinderen en ten opzichte van de maatschappij. In de encycliek Humanae Vitae van Paus Paulus VI wordt hierbij ook aangegeven, dat wanneer men ernstige redenen heeft om geen kinderen (meer) te wensen, dit een toelaatbare reden is om zwangerschap te vermijden.
Verschillende stromingen binnen de Katholieke Kerk zullen deze "ernstige redenen" milder of strenger interpreteren. Over de methode waarmee echtparen dan mogen proberen zwangerschap te voorkomen (anticonceptie) is het leergezag binnen de Katholieke Kerk sinds Humanae Vitae duidelijk en consistent: de Kerk pleit voor het gebruik van natuurlijke methodes zoals periodieke onthouding en laat ook geen kunstmatige methoden zoals hormonale anticonceptie of het spiraaltje toe.